# 이홍조

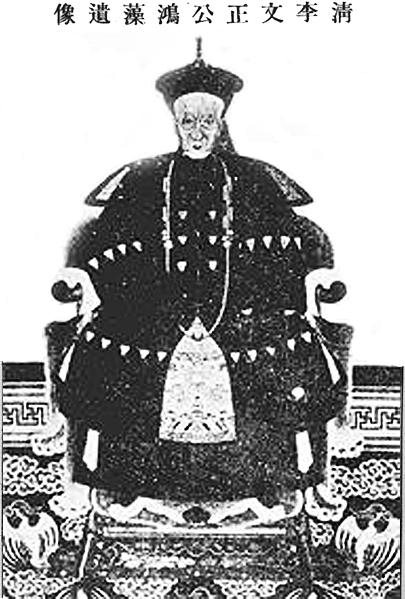
리홍자오

이홍조(중국어 정체자: 李鴻藻, 병음: Li Hongzao 리홍자오[*], 1820년 - 1897년)는 청나라 말기의 정치가이다. 동치제의 황사이다. 직례성 고양 출신으로 자는 난손(蘭孫)이다.

## 생애
1844년에 거인, 1852년에 진사가 되었고, 한림원 서길사로 선정되어 편수와 하남학정을 역임했다.
1861년, 함풍제의 황태자 재순(이후 동치제)이 학문을 시작할 연령이 되자 대학사 팽온장의 추천으로 제사(帝師)가 되었다. 1865년에 동치제가 즉위하자 내각대학사 · 군기대신이 되었고, 1872년에 공부상서가 되었다. 1874년 10월 동치제의 병이 깊어지자, 황제를 대신해 상소에 비평을 했다.
동치제의 뒤를 이은 광서제의 치세에서도 중용되어 예부상서 ·병부상서 · 이조상서를 역임했고, 옹동화와 함께 광서제를 지원했다. 이홍장의 친족으로 오해받기 쉽지만, 혈연관계가 아닌 청불 전쟁과 청일 전쟁에서 주전론을 주창하는 등 이홍장과는 정적이었다.
1894년, 청일 전쟁이 발발하자 더 큰 의무를 부여받았지만, 1897년 세상을 떠났다.
사후 태자태부(太子太傅)와 문정(文正)의 시호를 주어졌다.
베이징 사범대학의 학장을 지낸 이석증(李石曾)이 그의 아들이다.